# Peggle
 (juillet 2016).
Si vous disposez d'ouvrages ou d'articles de référence ou si vous connaissez des sites web de qualité traitant du thème abordé ici, merci de compléter l'article en donnant les références utiles à sa vérifiabilité et en les liant à la section « Notes et références ».
Peggle est un jeu vidéo pour Mac, Windows, iPod et iPhone développé par PopCap Games.
Le jeu original est appelé Peggle Deluxe. Il est disponible en téléchargement dans une version d'essai limitée gratuite et une version complète payante.

Une « nouvelle » version du jeu, Peggle Extreme, est disponible sur PC via Steam lors de l'achat de The Orange Box.
Le 8 janvier 2008, l'ESRB a révélé que le jeu serait bientôt disponible sur Xbox 360 via Xbox Live Arcade.
Le 7 février 2008, il a aussi été annoncé que le jeu devrait être adapté sur Nintendo DS, information immédiatement démentie par PopCap Games. Cependant, le 24 juillet 2008, PopCap Games a finalement confirmé une version DS lors du "Casual Connect" à Seattle, jeu sorti en mars 2009 sous le nom de Peggle Dual Shot. Une suite est sortie le 9 décembre sous le nom de Peggle 2,.

## Principe du jeu
Chaque niveau est en 2D, constitué d'une image d'arrière plan sur laquelle sont répartis des  taquets de différentes couleurs. Au début de chaque niveau, le joueur possède 10 billes (12 billes dans la version pour iPods). À chaque tour, il lance une de ces billes sur le plateau depuis le milieu-haut de l'écran en choisissant l'angle de départ. La bille rebondit sur les taquets, les allumant. Lorsque la bille atteint le bas de l'écran, tous les taquets allumés disparaissent et la bille est perdue (à moins qu'elle ne tombe dans le panier, panier faisant des aller-retours en bas de l'écran et permettant l'obtention d'une bille supplémentaire (ou nouvelle boule, à l'instar de l'extra boule au flipper).
Dans le mode aventure, l'objectif de chaque niveau est de faire disparaître tous les taquets orange, tout en marquant un maximum de points. Terminer ce mode est récompensé par le "diplôme de l'institut Peggle" et donne accès aux mode challenge. Finir le mode challenge donne le titre de "Grand Master". Pour obtenir le grade d'"Extreme Grand Master", il faut en plus finir au moins une fois chaque niveau en éliminant tous les taquets.

## Modes de jeu
Le menu de départ permet de choisir parmi différents modes de jeu :
- Adventure (Aventure) : l'objectif est de compléter un à un les 55 niveaux disponibles, soit cinq niveaux par personnage + 5 niveaux bonus. Pour passer au niveau suivant il faut éliminer les 25 pegs (taquets) orange. Pour cela, le joueur dispose au départ de 10 billes. Ce mode permet de "débloquer" les niveaux et personnages afin de pouvoir les utiliser dans les autres modes de jeu.
- Quick Play (Jeu rapide) : permet de jouer librement aux niveaux débloqués en mode aventure. Il n'y a pas d'objectif autre que battre son meilleur score.
- Duel : permet de jouer à deux; soit contre l'ordinateur (4 niveaux de difficulté), soit contre un autre joueur humain. Les adversaires jouent sur le même plateau, chacun son tour. Chaque joueur possède au départ 5 billes (il n'y a pas de free ball). Le but est d'obtenir un meilleur score que l'adversaire. Si un joueur ne touche pas de peg orange, il subit une pénalité lui retirant 25 % de son score. Un seul peg vert est présent en début de partie, le deuxième apparaît lorsque le premier est touché, au tour suivant.
- Challenge (Défi) : il existe 75 défis à relever. Ce sont des variantes des différents niveaux (par exemple : battre un joueur contrôlé par l'ordinateur, faire au moins 300 000 points, compléter un niveau avec 50 pegs orange, etc.). Les derniers défis étant plutôt ardus.

## Personnages
Dix personnages différents sont disponibles, à débloquer dans le mode aventure. Chacun possède un pouvoir magique. Ce dernier est déclenché en touchant un peg vert (chaque niveau en comporte deux). Ci-dessous la liste des personnages et leurs caractéristiques :
| Nom du personnage          | Espèce              | Pouvoir magique       | Description |
| -------------------------- | ------------------- | --------------------- | --- |
| Bjorn la licorne           | Licorne             | « Super Guide »       | Affiche une ligne indiquant au joueur la trajectoire que prendra la bille après avoir heurté le premier peg ou un mur. Ce pouvoir dure 3 tours. |
| Jimmy L'éclair             | Tamia               | « Multiball »         | Une deuxième bille surgit du peg vert. |
| Kat Tut                    | Chat                | « Pyramide »          | Attache une pyramide au bucket (panier à "free ball"), rendant plus facile l'obtention d'une balle supplémentaire. Ce pouvoir dure 5 tours. |
| Splork                     | Alien               | « Space Blast »       | Allume tous les pegs dans un rayon proche du peg vert. |
| Claude le homard           | Homard              | « Flippers »          | Fait apparaître des pinces de crabes de chaque côté de l'écran. Celles-ci font office de leviers de flipper que le joueur peut activer en cliquant. Ce pouvoir dure 3 tours. |
| Renfield                   | Citrouille-lanterne | « Épouvantaboule »    | La première fois que la balle arrive en bas de l'écran, elle n'est pas perdue (et rebondit sur le panier au lieu d'entrer dedans) mais réapparaît en haut de l'écran. |
| Tula la fleur de tournesol | Tournesol           | « Bakaboule»          | Allume 20 % des pegs orange restants. Les pegs sélectionnés étant les plus proches du peg vert heurté. |
| Warren le lapin            | Lapin               | « Roue de la chance » | Fait tourner une roue choisissant aléatoirement parmi quatre pouvoirs : soit le joueur gagne une bille supplémentaire, soit son score est triplé durant les deux prochains tours, soit il bénéficie du pouvoir magique d'un autre personnage tiré au hasard, soit il possède le pouvoir "chapeau magique" pendant deux tours (un petit chapeau apparaît au-dessus de la bille et allume les pegs qu'il touche). |
| Lord Cinderbottom          | Dragon              | « Boule de feu »      | Transforme la bille du tour suivant en boule de feu. Celle-ci ne rebondit pas sur les pegs mais les fait immédiatement disparaître. Elle peut également rebondir une fois sur le panier. |
| Maitre Hu                  | Hibou               | « boule zen»          | Modifie légèrement l'orientation initiale de la trajectoire choisie par le joueur afin de l'améliorer. |

## Score
Il existe trois manières différentes de marquer des points pour augmenter son score. Premièrement, simplement en allumant les pegs, deuxièmement en obtenant un bonus de style (Style Points) attribué en plus des points accumulés en touchant les pegs, et troisièmement sous la forme de bonus de fin de stage après avoir "fini" le niveau en éliminant tous les pegs orange.
Dans le mode duel, chaque action rapporte deux fois moins de points qu'en mode solo...

### Allumer lespegs
La répartition des pegs est spécifique à chaque niveau. Toutefois, les pegs de couleurs sont répartis aléatoirement au début de chaque partie.
Il existe deux types de pegs : les ronds (classiques) et les briques (en forme de brique) qui peuvent être accolés l'un à l'autre. Ils ont la même valeur en points.
Des points sont attribués pour chaque peg qui est touché durant un lancer de bille. Les pegs bleus rapportent initialement 10 points, les orange 100. Le total de points accordé pour un lancer de bille est déterminé par calcul : on multiplie le nombre de pegs touchés par le total de points attribués à chacun de ces pegs. Par exemple, si pour avec une bille on touche 5 bleus et 2 orange (soit 7 pegs en tout), on marquera (5x10 + 2x100)x7 = 1 750 points. Une jauge sur le côté droit de l'écran (sur le bord du réservoir de billes) indique la progression du score cumulé par la bille en cours de jeu. Cette jauge passe du vert au violet puis au jaune à mesure que le score franchit la barre des 25 000, 75 000 puis 125 000. Chacun de ces paliers permet par ailleurs le gain d'une bille supplémentaire.
Sur la droite de l'écran se situe une autre jauge appelée "fievrometre" qui détermine le multiplicateur de score. Elle est constituée de 25 échelons correspondant aux 25 pegs orange. Lorsque 10 échelons sont allumés, le score rapporté par chaque peg touché est multiplié par 2. Puis de façon croissante : 15 échelons donnent un facteur multiplicatif de 3, 19 donnent x5 et 22 donnent x10.
Il existe aussi un peg violet qui change de place à chaque nouveau lancer de bille (il prend la place d'un bleu). Il rapporte 5 fois plus de points qu'un peg orange (soit 50 fois plus qu'un bleu).
Les pegs verts valent autant que les bleus. Toutefois, ils déclenchent les "pouvoirs magiques" de chaque personnage et peuvent par conséquent avoir un effet sur le score. Par exemple, l' "Épouvantaboule" traversera deux fois l'écran et pourra donc toucher plus de pegs...

### Bonus de style
Ce bonus est obtenu par des actes spécifiques effectués pendant un lancer de bille. Il est attribué en plus des points calculés pour l'élimination des pegs. Il existe différentes manières d'obtenir un tel bonus, certaines spécifiques aux personnages, d'autres non.
Voici la liste des bonus non spécifiques aux personnages :
| Nom du bonus                | Nombre de points attribués | Description |
| --------------------------- | -------------------------- | --- |
| Coup Distant                | 25 000                     | Attribué lorsque la bille touche successivement deux pegs non bleus à une distance raisonnable l'un de l'autre (plus d'1/3 de la largeur de l'écran). |
| Coup Super Distant          | 50 000                     | Comme un "Coup Distant" mais sur une plus longue distance encore (plus de 3/4 de la largeur de l'écran).                                              |
| Attaque Orange              | 50 000                     | Attribué lorsque suffisamment de pegs orange ont été touchés pour remplir un palier du multiplicateur de score.                                       |
| Glissade Extrême            | 50 000                     | Attribué lorsque la bille glisse le long d'une série de plus de 13 bricks en une seule fois.                                                          |
| Pluie de nouvelles boules ! | 5 000                      | Attribué lorsque la bille entre dans le bucket après avoir touché un seul peg.                                                                        |
| Formidable !                | 25 000                     | Attribué lorsqu'un joueur tire 5 fois d'affilée dans le bucket, qu'il ait touché un peg ou non.                                                       |
| Formi-formidable !          | 100 000                    | Attribué lorsqu'un joueur tire 10 fois d'affilée dans le bucket.                                                                                      |
| Rebond favorable            | 25 000                     | Attribué lorsque la bille rebondit sur le bord du bucket puis retombe dedans, gagnant ainsi une bille supplémentaire.                                 |
| Kick the Bucket             | 25 000                     | Attribué lorsque la bille rebondit sur le bord du bucket et touche le dernier peg orange du niveau.                                                   |
| Cool Clear                  | 50 000                     | Attribué lorsque la bille touche le dernier peg orange puis le dernier peg du niveau (tous les pegs ont été touchés).                                 |

Un bonus de 25 000 points au nom spécifique pour chaque personnage peut être obtenu en touchant les deux pegs verts avec une seule bille. Ceci n'est pas toujours facile suivant les niveaux,
voire impossible pour certains challenges et en mode Duel.
Un bonus de 10 000 points est aussi attribué lorsque la bille entre dans le bucket pour gagner une bille supplémentaire alors que certains des « pouvoirs magiques » sont en cours (par exemple « Magic Hat » ou « Pyramid », mais pas « Super Guide » ou « Flippers »).
Aussi, un bonus de 25 000 points est attribué lorsque la « Fireball » retombe dans le panier après l'avoir touché une première fois. Un bonus de 25 000 points est également attribué lorsque le dernier taquet rouge est touché et qu'il rebondit sur le taquet vert lorsque le pouvoir est celui du multiball.
Enfin, un bonus de 100 000 points est attribué lorsque les deux billes d'une « Multiball » tombent dans le « bucket » durant le même tour. Si les deux pegs verts sont touchés au cours du même tour, on peut même avoir trois billes simultanément et donc deux fois le bonus de 100 000 points si les trois billes entrent dans le « bucket ».

### Bonus de fin de stage
Le joueur fini un niveau lorsque la jauge de droite (le « fever-meter ») est remplie, c'est-à-dire lorsqu'il ne reste plus de peg orange. On appelle ce moment « la Fièvre Extrême ». Le « bucket » disparait alors, laissant place à cinq paniers en bas de l'écran. Celui du milieu vaut 100 000 points, les deux extérieurs 10 000, et les deux entre eux valent 50 000 (valeurs divisée par 2 dans le mode duel). Si tous les pegs ont été éliminés (sans distinction de couleur), tous les paniers valent 100 000 points; c'est « la Fièvre Ultra Extrême ».
10 000 points supplémentaires sont attribués pour chaque bille restante inutilisée. Ajoutés aux 10 000, 50 000 ou 100 000 précédents, ainsi qu'aux points des pegs touchés et éventuels bonus de style de la dernière bille, ils forment le "Fever Bonus".
Une astuce consiste à tripler ce score grâce au « pouvoir magique » du personnage Warren, permettant ainsi d'obtenir de très gros score. Cette technique nécessite néanmoins de toucher un peg vert en fin de partie en espérant tomber sur l'option « Triple Score » (1 chance sur 4).
Au moment où la bille touche le dernier peg orange et déclenche ainsi "la Fièvre Extrême", retentit l’Hymne à la joie de Beethoven.

## Versions dérivées et suites
PopCap Games a réalisé une version thématique du jeu nommée Peggle Extreme destinée à accompagner la version Windows de The Orange Box. Cette version présente cinq nouveaux challenges et dix niveaux inédits inspirés par des jeux de Valve Software (trois sur le thème de Half-Life 2, trois autres sur celui de Team Fortress 2, un sur celui de Counter-Strike et enfin trois sur Portal). Le menu du jeu présente une image comique de la licorne Bjorn avec un crabe de tête agrippé à elle (et empalé sur sa corne), ainsi que l'esquisse du visage du G-Man dans le soleil.
Peggle a aussi donné lieu à une version sur Xbox Live Arcade et iPhone. La version sur Xbox Live Arcade contient un mode "Peg Party" permettant de jouer jusqu’à quatre joueurs simultanément. Les deux versions (Xbox Live Arcade et iPhone) incluent aussi le mode "Duel", (sur iPhone, les joueurs devant se passer l'iPhone chacun à leur tour).
Peggle a également été porté en tant que mini-jeu dans World of Warcraft, proposant des niveaux basés sur le contenu de ce dernier et récompensant les joueurs avec des items de Warcraft. De plus, une nouvelle commande de jeu permet aux membres d'une équipe d'utiliser Peggle afin de déterminer les parts de leur butin de quête via leur meilleur tir.
En septembre 2008, PopCap réalise une suite intitulée Peggle Nights, disponible d'abord sur Windows, puis sur Mac et Nintendo DS. Cette suite est en fait une extension au jeu original, ajoutant un nouveau « Peggle Master », 60 niveaux inédits et 60 défis supplémentaires.
La version sur Nintendo DS est intitulée Peggle: Dual Shot. Elle est développée par Q Entertainment et inclut le jeu Peggle original et sa suite Peggle Nights.

## Distinctions
Le 23 août 2007, MSNBC a cité Peggle comme l'un des « 5 jeux pour ordinateur les plus addictifs de tous les temps ».
L'édition britannique du magazine PC Gamer a classé Peggle 40e dans sa liste des 100 jeux pour ordinateur favoris.